# Alex Johnstone

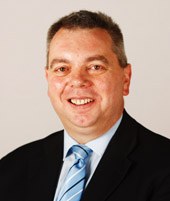
Alex Johnstone

Alex Johnstone (* 31. Juli 1961 in Stonehaven; † 7. Dezember 2016) war ein schottischer Politiker und Mitglied der Conservative Party.

## Politischer Werdegang
Erstmals trat Johnstone bei den ersten Schottischen Parlamentswahlen im Jahre 1999 zu Wahlen auf nationaler Ebene an. In seinem Wahlkreis Gordon erhielt er die dritthöchste Stimmenanzahl und verpasste damit das Direktmandat des Wahlkreises. Da Johnstone jedoch auf dem dritten Rang der Regionalwahlliste der Conservative Party für die Wahlregion North East Scotland gesetzt war, zog er infolge des Wahlergebnisses als einer von sieben Vertretern der Wahlregion in das neugeschaffene Schottische Parlament ein. Er wurde zum Parteisprecher für ländliche Angelegenheiten ernannt. Bei den folgenden Parlamentswahlen 2003 und 2007 bewarb er sich um das Direktmandat des Wahlkreises Angus. In beiden Fällen unterlag er aber dem SNP-Politiker Andrew Welsh. Sein Listenmandat konnte er als zweiter beziehungsweise erstplatzierter auf der Regionalwahlliste der Konservativen hingegen verteidigen.
Auch zu den Wahlen zum Britischen Unterhaus in den Jahren 2005 und 2010 trat Johnstone an. In seinem Wahlkreis West Aberdeenshire and Kincardine unterlag er aber in beiden Fällen dem Liberaldemokraten Sir Robert Smith. Der Wahlkreis Angus, für den er bei den Schottischen Parlamentswahlen erfolglos kandidiert hatte, wurde im Zuge der Wahlkreisreform 2011 abgeschafft. Bei den Schottischen Parlamentswahlen 2011 bewarb er sich darum um das Direktmandat des neugeschaffenen Wahlkreises Angus North and Mearns, in dem Teile des ehemaligen Wahlkreises Angus aufgegangen waren. Johnstone erhielt die zweithöchste Stimmenanzahl hinter dem SNP-Kandidaten Nigel Don und verpasste damit abermals ein Direktmandat. Das Listenmandat verteidigte er jedoch ein weiteres Mal.

## Persönliches
Johnstone besuchte die Mackie Academy in Stonehaven und war anschließend in der elterlichen Landwirtschaft beschäftigt, die er 1993 übernahm. Er war verheiratet und Vater zweier Kinder. Johnstone war lebenslang aktives Mitglied der Church of Scotland.
Alex Johnstone starb an den Folgen einer Krebserkrankung.